# 23
Évszázadok: i. e. 1. század – 1. század – 2. század
Évtizedek: i. e. 20-as évek – i. e. 10-es évek – i. e. 1-es évek – 1-es évek – 10-es évek – 20-as évek – 30-as évek – 40-es évek – 50-es évek – 60-as évek – 70-es évek
Évek: 18 – 19 – 20 – 21 –  22 – 23 – 24 – 25 – 26 – 27 – 28

## Események

### Római Birodalom
- Gaius Asinius Polliót és Caius Antistius Vetust (helyettese júliustól Caius Stertinius Maximus) választják consulnak.
- Tiberius császár bizalmasa, a praetoriánus gárda parancsnoka, Lucius Aelius Seianus elcsábítja a császár fiának és örökösének, Drusus Iulius Caesarnak a feleségét, Livillát és ráveszi, hogy mérgezze meg a férjét. Drusus szeptember 14-én meghal, de Tiberius nem gyanakszik kegyencére. Mivel vér szerinti unokája még túl fiatal, Tiberius unokaöccse és adoptált fia, Germanicus fiait, Drusus Caesart és Nero Claudius Drusust nevezi ki örököseinek. Fiának elvesztése csak még inkább fokozza Tiberius elidegenedését a politikától és egyre inkább visszavonul a napi ügyektől és a gyakorlatban Seianus válik Róma urává.
- Meghal II. Juba mauretaniai király. Utóda fia, Ptolemaiosz.

### Kína
- Újabb trónkövetelő lép fel, a Han dinasztiához tartozó Liu Hszüan, aki - mivel a másik trónkövetelőnek, Liu Jannak sok irigye van - több támogatót gyűjt és Keng Si néven császárrá kiáltják ki.
- Vang Mang császár hatalmas sereget, állítólag 430 ezer embert küld a parasztfelkelések és a trónkövetelők lázadásának elfojtására. A császári seregek ostrom alá veszik Kunjang városát, amikor a felkelők egy serege kívülről megtámadja őket. A császári tábornok, Vang Hszun egy kisebb kontingenssel akarja hárítani a támadást, de vereséget szenved és maga is elesik. Ekkor az ostromlottak kitörnek a városból, a császári sereg pánikba esik és menekülni kezd.
- A felkelők a fővároshoz, Csanganhoz vonulnak, ahol a lakosság átáll az oldalukra, megostromolják a császári palotát és megölik Vang Mang császárt és a lányát, Huanghuang hercegnőt. Vang Mang testét darabokra vagdalják, fejét kifüggesztik az ideiglenes főváros, Vancseng kapujára.
- Az új császár, Keng Si mondvacsinált indokkal kivégezteti riválisát, Liu Jant.

## Születések
- Caius Plinius Secundus (idősebb Plinius), római természettudós

## Halálozások
- Vang Mang kínai császár
- Liu Jan, kínai trónkövetelő
- Drusus Iulius Caesar, Tiberius császár fia
- II. Juba, mauretaniai király
- Liu Hszin, kínai csillagász

## Fordítás
- Ez a szócikk részben vagy egészben  a(z)   23 című német Wikipédia-szócikk ezen változatának fordításán alapul.  Az eredeti cikk szerkesztőit annak laptörténete sorolja fel. Ez a jelzés csupán a megfogalmazás eredetét és a szerzői jogokat jelzi, nem szolgál a cikkben szereplő információk forrásmegjelöléseként.